# Ploceus nigerrimus
Ploceus nigerrimus là một loài chim trong họ Ploceidae.